# Markagöl
Markagöl är en sjö i Sävsjö kommun i Småland och ingår i Lagans huvudavrinningsområde. Sjön är 4,2 meter djup, har en yta på 0,017 kvadratkilometer och befinner sig 229 meter över havet.